# Ԁ
Ԁ (minuskule: ԁ) je písmeno cyrilice používané v jedné z variant zápisu asyrské neoramejštiny. Písmeno zachycuje stejnou hlásku jako písmeno Д. Mezi roky 1920 a 1930 bylo používané také pro zápis jazyka komi (Molodcovova azbuka) a dále pro zápis Mordvinských jazyků.
V asyrské neoramejštině je písmeno také součástí spřežky ԁж.